# 1948 en Saskatchewan
Chronologie de la Saskatchewan
- 1944
- 1945
- 1946
- 1947
- 1948
- 1949
- 1950
- 1951
- 1952

Cette page concerne des événements d'actualité qui se sont produits durant l'année 1948 dans la province canadienne de la Saskatchewan.

## Politique
- Premier ministre : Tommy Douglas
- Chef de l'Opposition :
- Lieutenant-gouverneur : Reginald John Marsden Parker puis John Michael Uhrich
- Législature :

## Événements
- 24 juin : élection générale saskatchewanaise.

## Naissances
- 27 mars : Curt Alexander Bennett (né à Regina) est un joueur de hockey sur glace professionnel retraité qui évolua dans la Ligue nationale de hockey au poste de centre pour les Blues de Saint-Louis, les Rangers de New York et les Flames d'Atlanta.

- 13 juin : Garnet Edward « Ace » Bailey (né à Lloydminster - mort le 11 septembre 2001 à Lower Manhattan (New York), État de New York) est un joueur de hockey sur glace professionnel. Il fut tué lors des Attentats du 11 septembre 2001 contre le World Trade Center.

- 27 juillet : Judy Junor est une femme politique canadienne. Elle est actuellement députée provinciale de la circonscription de Saskatoon Eastview à l'Assemblée législative de la Saskatchewan sous la bannière du Nouveau Parti démocratique de la Saskatchewan.

- 11 août : Ron Snell (né à Regina) est un joueur de hockey sur glace qui fut repêché par les Penguins de Pittsburgh au deuxième tour (14e au total) du repêchage amateur de la LNH 1968 et qui joua au poste d'ailier droit pendant 7 matches pour ces derniers, amassant 5 points, puis pour les Jets de Winnipeg de l'Association mondiale de hockey.

- 8 octobre : Patrick George Binns, né à Weyburn, en Saskatchewan, est un homme politique canadien, Premier ministre de l'Île-du-Prince-Édouard de 1996 à 2007.